# Habenaria schultzei
Habenaria schultzei är en orkidéart som beskrevs av Rudolf Schlechter. Habenaria schultzei ingår i släktet Habenaria och familjen orkidéer.
Artens utbredningsområde är Colombia. Inga underarter finns listade i Catalogue of Life.